# 桥头驿站
桥头驿站是一个京广线上的铁路车站，位于湖南省长沙市望城区桥驿镇，建于1918年，目前为四等站，邮政编码为410202。现已不办理客运业务；货运办理整车货物发到。